# Otiothops amazonicus
Espèce
Otiothops amazonicus est une espèce d'araignées aranéomorphes de la famille des Palpimanidae.

## Distribution
Cette espèce se rencontre au Brésil au Pará et en Colombie en Amazonas,,.

## Description
Les mâles mesurent de 3,78 à 3,82 mm et les femelles de 5,62 à 5,87 mm.

## Publication originale
- Simon, 1887 : Études arachnologiques. 19e Mémoire. XXVII. Arachnides recueillis à Assinie (Afrique occidentale) par MM. Chaper et Alluaud. Annales de la Société Entomologique de France, sér. 6, vol. 7, p. 261-276 (texte intégral).